# Doug Henning
Doug Henning (3 de maio de 1947 — 7 de fevereiro de 2000) foi um ilusionista muito popular nos Estados Unidos nas décadas de 1970 e 1980, que muito contribuiu para popularizar a  mágica como forma de entretenimento. O que mais o caracterizava era seu cabelo longo e suas camisas coloridas.
Nascido em Winnipeg, no Canadá, foi batizado como Douglas James Henning. Interessou se pela mágica ainda muito jovem, quando tinha seis anos de idade, ao ver pela TV um mágico fazer um número de levitação. Impressionado, comprou um kit de mágicas e começou a ler livros sobre mágica na biblioteca de sua cidade. Com 14 anos foi convidado por um amigo para apresentar algumas mágicas em sua festa de aniversário, e o sucesso foi tamanho que ele decidiu anunciar em um jornal local seus serviços como mágico.
Quando saiu da escola foi cursar medicina na McMaster University, onde estudou uma matéria chamada psicologia da percepção, que viria a ajudá-lo muito na criação de truques. Não chegou a terminar a universidade, pois convenceu o governo a financiar seus estudos de mágica, e entre um e outro, escolheu a mágica. Chegou a estudar com grandes nomes da mágica tais como Dai Vernon e Slydini.
Quando retornou ao Canadá, com algum dinheiro emprestado criou alguns aparelhos de palco e montou um espetáculo que combinava mágica, música e história. Seu objetivo era levar a mágica novamente para cima dos palcos, e esse objetivo foi alcançado com gloria. Seu espetáculo, chamado Spellbound, produzido por ele e seu amigo Ivan Reitman (que seria produtor do filme Caça-Fantasmas nos anos seguintes), foi recordista de bilheteria do teatro Royal Alexander de Toronto.
Esse enorme sucesso chamou a atenção dos produtores de Nova York, que trouxeram o espetáculo para a Broadway  com algumas pequenas alterações. O nome do espetáculo mudou para The Magic Show e estreou em maio de 1974. Foi um sucesso de público e Doug foi indicado para um prêmio Tony por sua performance. Nessa época aprendeu também a técnica da meditação transcendental, que lhe inspirava, expandia sua criatividade e lhe dava forças para realizar seus projetos. Seu mestre, Maharishi, lhe convidou a seguir junto a ele, pois lhe iria ensinar mágica de verdade. Doug não podia ir naquele momento, mas prometeu que um dia iria.
No ano seguinte a estréia de seu show, Doug foi convidado pela NBC para estrelar um especial na televisão. O programa seria realizado em frente a uma platéia, o que não lhe permitiria usar qualquer truque de câmara. O programa, que foi ao ar em dezembro de 1975 com o título de Doug Henning´s World of Magic , foi mais um sucesso em sua carreira. Um de seus números mais espetaculares foi uma recriação do clássico truque de Houdini Water Torture Escape. O show se tornou anual e venceu diversos prêmios. Durante 7 anos de show Doug fez truques como atravessar uma parede de tijolos ou fazer um elefante desaparecer. Em 77 recebeu o prêmio de mágico do ano da academia de artes mágicas de Hollywood
Em 1979, com o fim de seu show na Broadway, começou uma turnê por todos os Estados Unidos, com uma grande equipe e dois caminhões lotados de equipamentos. No Japão foi responsável pelo maior show de mágica da história, o 1979 Magic Mania, no qual criou e estrelou todas as ilusões.
Em 1981 casou-se com Debby Douilliard, que era designer e lhe ajudou muito nos espetáculos que sucederam seu casamento.
Em 1983 Doug retornou a Broadway em um espetáculo mágico-musical chamado Merlin, que contava as aventuras do mago Merlin, com Doug no papel principal. O show bateu o recorde de bilheteria de uma semana, e ficou em cartaz por 8 meses. Em seguida estrelou seu terceiro show na Broadway, que era uma versão de seu show na televisão. Foi inicialmente planejado para ficar um mês em cartaz, mas devido ao sucesso de crítica durou 2 meses.
Também estrelou alguns comerciais, como por exemplo o da Chrysler. Foi convidado para animar a noite de natal da Casa Branca em 1986, aonde recebeu diversos elogios de Ronald Reagan.
Nos últimos quinze anos de sua vida trabalhou em projetos de parques temáticos. Foi consultor para os parques Disney e Kingman Island, e nos últimos anos trabalhou no projeto de um parque temático de meditação transcendental que seria construído perto das Cataratas do Niágara.
Em 1986 foi estudar meditação transcendental na Índia, com o mestre Mararishi, o fundador do movimento, conforme havia prometido em 1975. Doug disse uma vez: "Eu sempre acreditei em mágica real, sempre acreditei que existe mais na vida do que nossos sentidos podem perceber...eu percebo agora que mesmo meu mais absurdo pensamento imagina tão somente uma fração daquilo que é realmente possível."
Morreu de câncer no fígado no dia 7 de fevereiro de 2000. Seu corpo foi cremado e suas cinzas foram jogadas no oceano.